# 1634 (numero)
Milleseicentotrentaquattro (1634) è il numero naturale dopo il 1633 e prima del 1635.

## Proprietà matematiche
- È un numero pari.
- È un numero composto, da 8 divisori:   1, 2, 19, 38, 43, 86, 817, 1634. Poiché la somma dei suoi divisori (escluso il numero stesso) è 1006 < 1634, è un numero difettivo.
- È un numero sfenico.
- È un numero di Armstrong.
- È un numero odioso.
- È un numero ondulante nel sistema di numerazione posizionale a base 13 (989).
- È un numero intero privo di quadrati.
- È parte delle terne pitagoriche  (1488, 1634, 2210), (1634, 15480, 15566), (1634, 35112, 35150), (1634, 667488, 667490).

## Astronomia
- 1634 Ndola è un asteroide della fascia principale del sistema solare.
- NGC 1634 è una galassia della costellazione del Toro.
- IC 1634 è una galassia nella costellazione dei Pesci.

## Altri ambiti
- 1634: The Galileo Affair è il quarto libro e il terzo romanzo della serie Ring of Fire.